# 범죄학자 목록
다음은 범죄학 분야에서 일하는 저명한 사회과학자 목록이다.

## ㄱ
- 게리 베커

## ㄹ
- 로버트 K. 머턴
- 리 브라운

## ㅇ
- 아돌프 케틀레
- 에드몽 로카르
- 에드문트 후설
- 에밀 뒤르켐

## ㅈ
- 제러미 벤담

## ㅊ
- 체사레 롬브로소
- 체사레 베카리아

## ㅎ
- 한스 아이젠크

## 같이 보기
- 사회학자 목록